# Caiac canoe la Jocurile Olimpice de vară din 1976

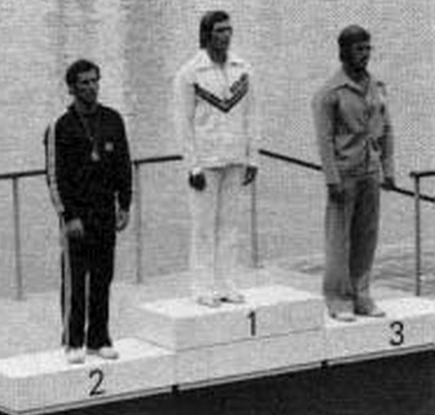
Vasile Dîba (în mijloc) a câștigat medalia de aur la K-1 500 m

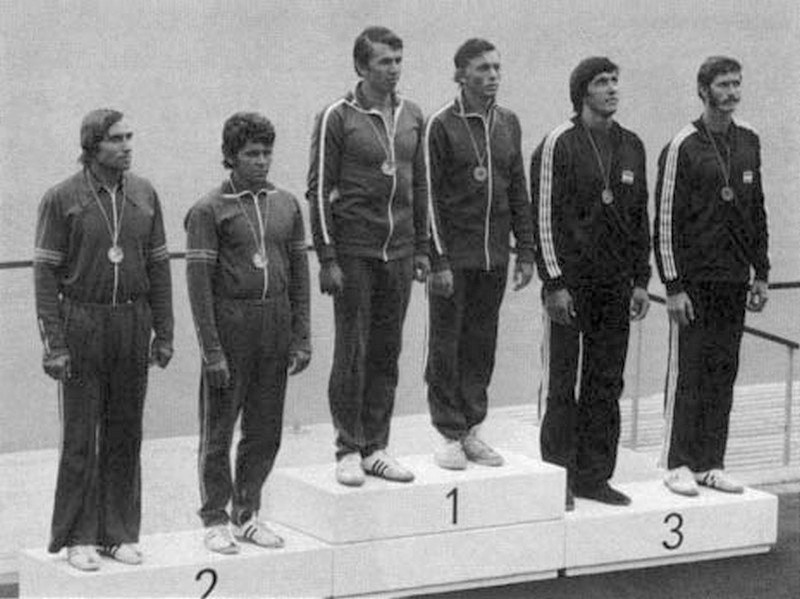
Gheorghe Danielov și Gheorghe Simionov (la stânga) au obținut medalia de argint la C-2 1000 m

Probele sportive de caiac-canoe la Jocurile Olimpice de vară din 1976 au avut loc în perioada 28–31 iulie la bazinul olimpic pe Insula Notre Dame.

## Rezultate

### Sprint
Masculin
| Probă              | Aur                                                                                          | Aur     | Argint                                                                                   | Argint  | Bronz                                                                                   | Bronz   |
| C-1 500 m detalii  | Aleksandr Rogov (URS)                                                                        | 1:59,23 | John Wood (CAN)                                                                          | 1:59,58 | Matija Ljubek (YUG)                                                                     | 1:59,60 |
| C-1 1000 m detalii | Matija Ljubek (YUG)                                                                          | 4:09,51 | Vasîl Iurcenko (URS)                                                                     | 4:12,57 | Tamás Wichmann (HUN)                                                                    | 4:14,11 |
| C-2 500 m detalii  | Serhii Petrenko Aleksandr Vinogradov (URS)                                                   | 1:45,81 | Jerzy Opara Andrzej Gronowicz (POL)                                                      | 1:47,77 | Tamás Buday Oszkár Frey (HUN)                                                           | 1:48,35 |
| C-2 1000 m detalii | Serhii Petrenko Aleksandr Vinogradov (URS)                                                   | 3:52,76 | Gheorghe Danielov Gheorghe Simionov (ROU)                                                | 3:54,28 | Tamás Buday Oszkár Frey (HUN)                                                           | 3:55,66 |
| K-1 500 m detalii  | Vasile Dîba (ROU)                                                                            | 1:46,41 | Zoltán Sztanity (HUN)                                                                    | 1:46,95 | 1:48,30                                                                                 |         |
| K-1 1000 m detalii | Rüdiger Helm (GDR)                                                                           | 3:48,20 | Géza Csapó (HUN)                                                                         | 3:48,84 | Vasile Dîba (ROU)                                                                       | 3:49,65 |
| K-2 500 m detalii  | Joachim Mattern Bernd Olbricht (GDR)                                                         | 1:35,87 | Serhii Nahorni Vladimir Romanovski (URS)                                                 | 1:36,81 | Larion Serghei Policarp Malîhin (ROU)                                                   | 1:37,43 |
| K-2 1000 m detalii | Vladimir Romanovski Serhii Nahorni (URS)                                                     | 3:29,01 | Joachim Mattern Bernd Olbricht (GDR)                                                     | 3:29,33 | Zoltán Bakó István Szabó (HUN)                                                          | 3:30,36 |
| K-4 1000 m detalii | Uniunea Sovietică · Serghei Ciuhrai · Aleksandr Degteariov · Iuri Filatov · Vladimir Morozov | 3:08,69 | Spania · José María Esteban · José Ramón López · Herminio Menéndez · Luis Gregorio Ramos | 3:08,95 | Germania de Est · Frank-Peter Bischof · Bernd Duvigneau · Rüdiger Helm · Jürgen Lehnert | 3:10,76 |

Feminin
| Probă             | Aur                            | Aur     | Argint                          | Argint  | Bronz                             | Bronz   |
| K-1 500 m detalii | Carola Zirzow (GDR)            | 2:01,05 | Tatiana Korșunova (URS)         | 2:03,07 | Klára Rajnai (HUN)                | 2:05,01 |
| K-2 500 m detalii | Nina Gopova Galina Kreft (URS) | 1:51,15 | Anna Pfeffer Klára Rajnai (HUN) | 1:51,69 | Bärbel Köster Carola Zirzow (GDR) | 1:51,81 |

## Clasament pe medalii
| Loc   | Țară              | Aur | Argint | Bronz | Total |
| ----- | ----------------- | --- | ------ | ----- | ----- |
| 1     | Uniunea Sovietică | 6   | 3      | –     | 9     |
| 2     | Germania de Est   | 3   | 1      | 3     | 7     |
| 3     | România           | 1   | 1      | 2     | 4     |
| 4     | Iugoslavia        | 1   | –      | 1     | 2     |
| 5     | Ungaria           | –   | 3      | 5     | 8     |
| 6     | Canada            | –   | 1      | –     | 1     |
| 6     | Polonia           | –   | 1      | –     | 1     |
| 6     | Spania            | –   | 1      | –     | 1     |
| Total | Total             | 11  | 11     | 11    | 33    |